# Brokolonko-formatie
De Brokolonko-formatie is een geologische formatie in het noordoosten van Suriname die bestaat uit een aantal lateriet-bauxiet plateaus, zoals Brownsberg, Nassau, Winti Wai, Hok-a-Hin, Stonbroekoe, Majordam en het Lelygebergte. Deze plateaus -oude schiervlaktes- beslaan slechts 0,5% van het oppervlak van het land, maar zij vertegenwoordigen een zeldzaam en mogelijk bedreigd landschapstype.

## Vegetatie
Er zijn een aantal verschillende vegetatietypes aan te treffen op deze plateaus

### Hoog drooglandbos op laterietplateaus
Dit bostype is hoog met bomen die 30-40 m hoog zijn en soms tot 50 m uitsteken. Veel bomen behoren tot the families Vochysiaceae (zoals Qualea), Lecythidaceae (bijv. Couratari, Eschweilera en Lecythis), en de Fabaceae (zoals Eperua falcata en Parkia spp.). Palmen komen hier nauwelijks voor en kruidachtige planten zijn ook vrij schaars. Wel zijn er struiken zoals Brunfelsia guianensis en soms (op Lely) Rhabdodendron amazonicum

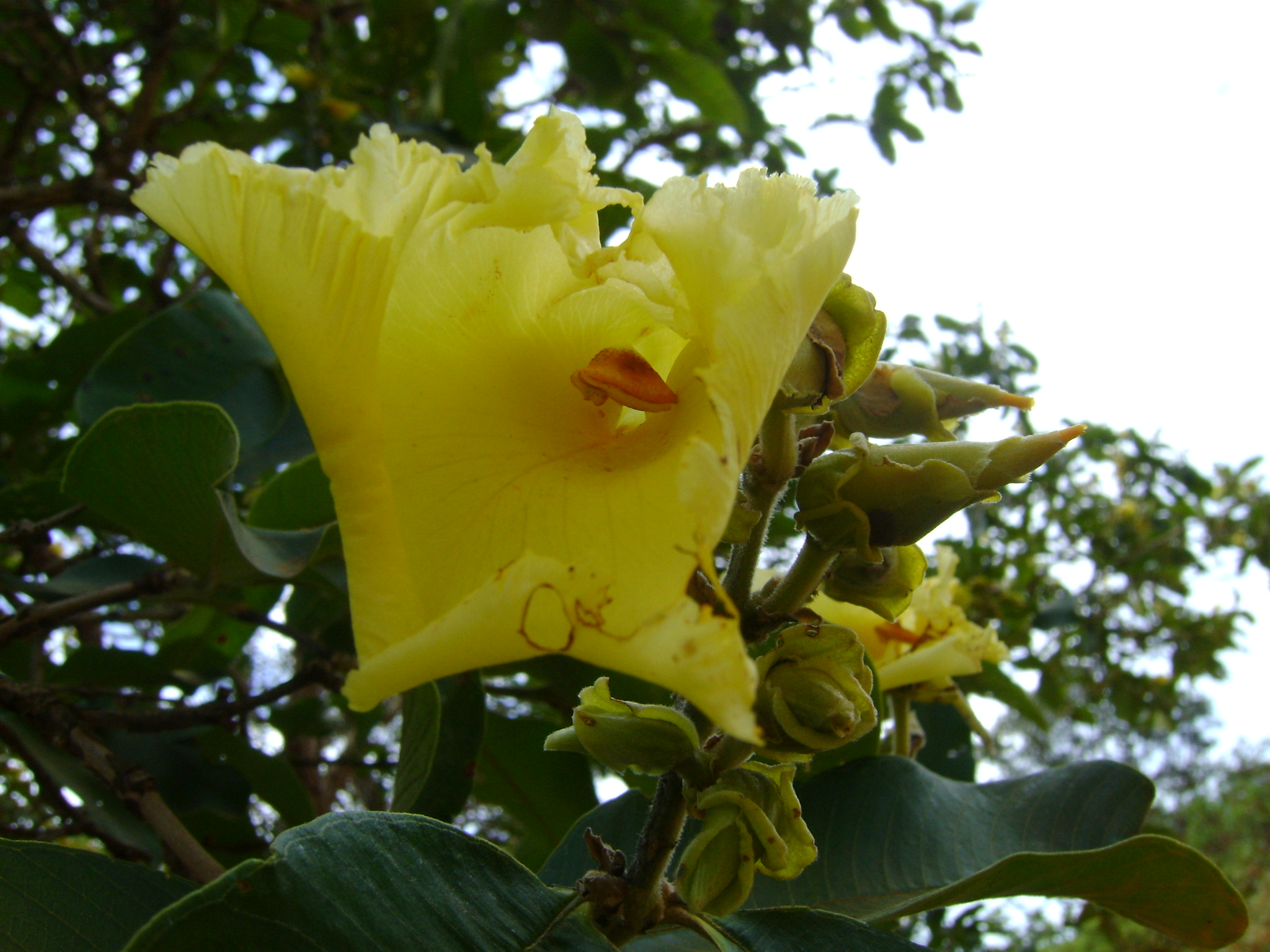
Qualea grandiflora
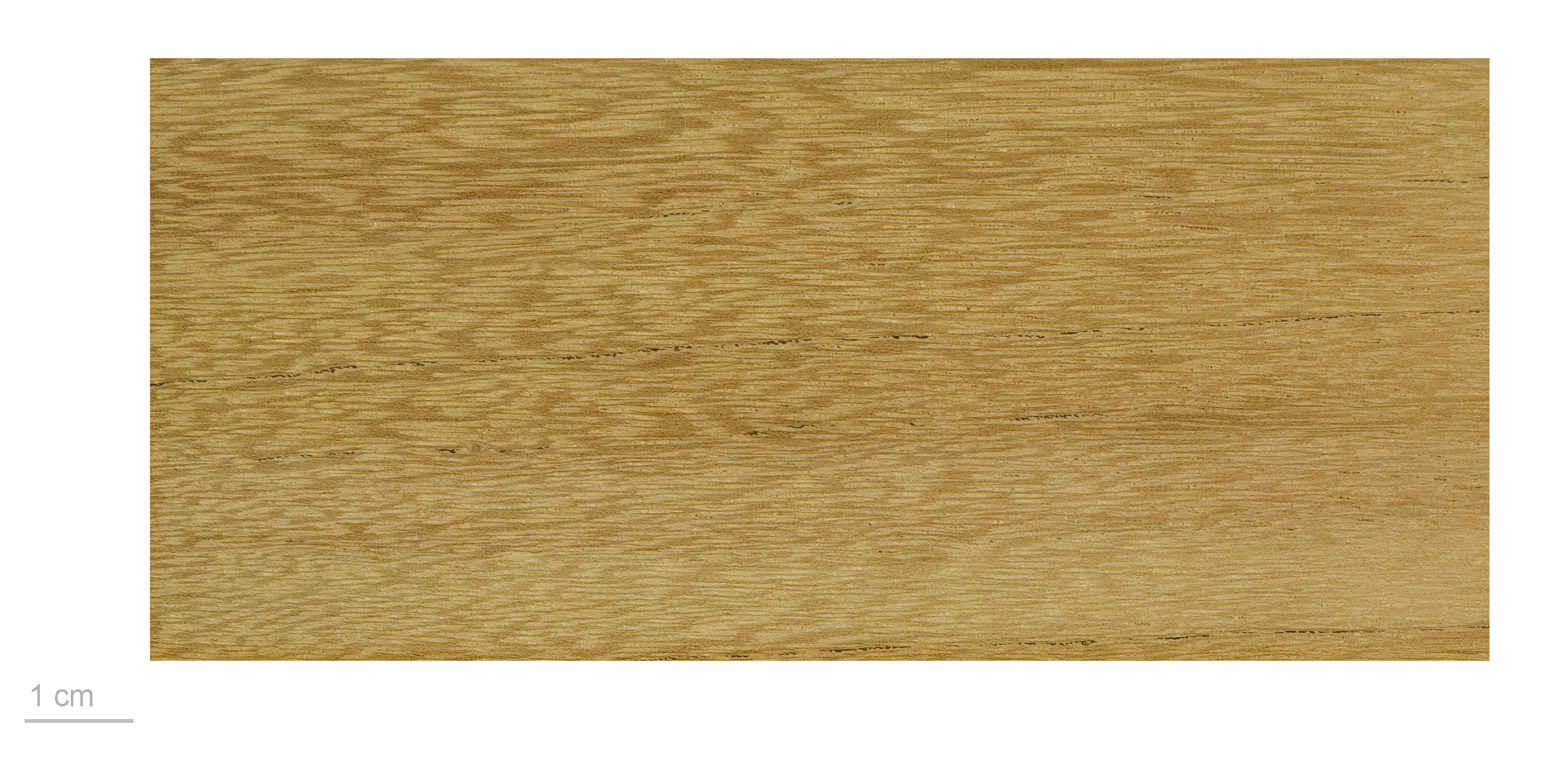
Hout van Q. rosea
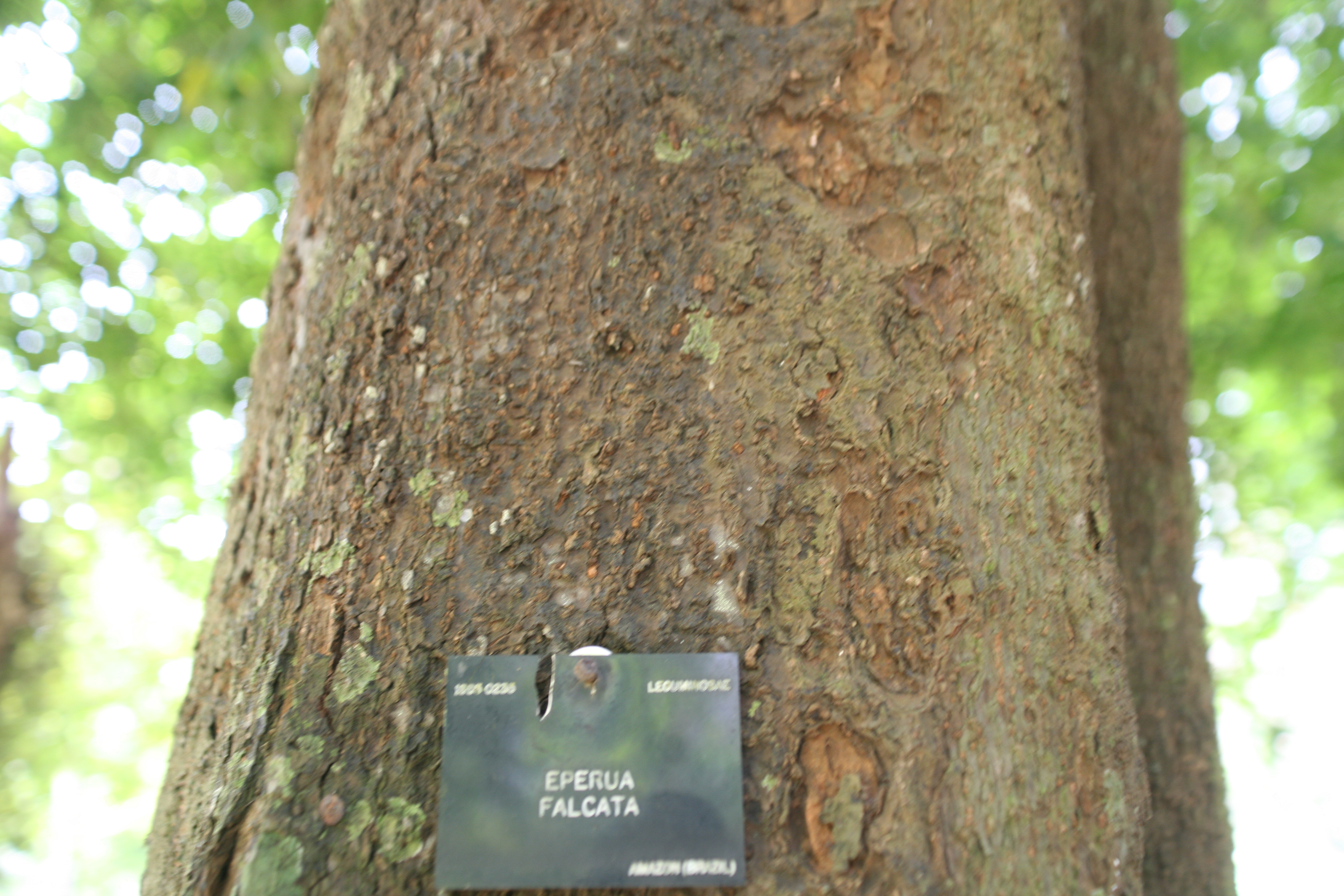
Eperua Falcata
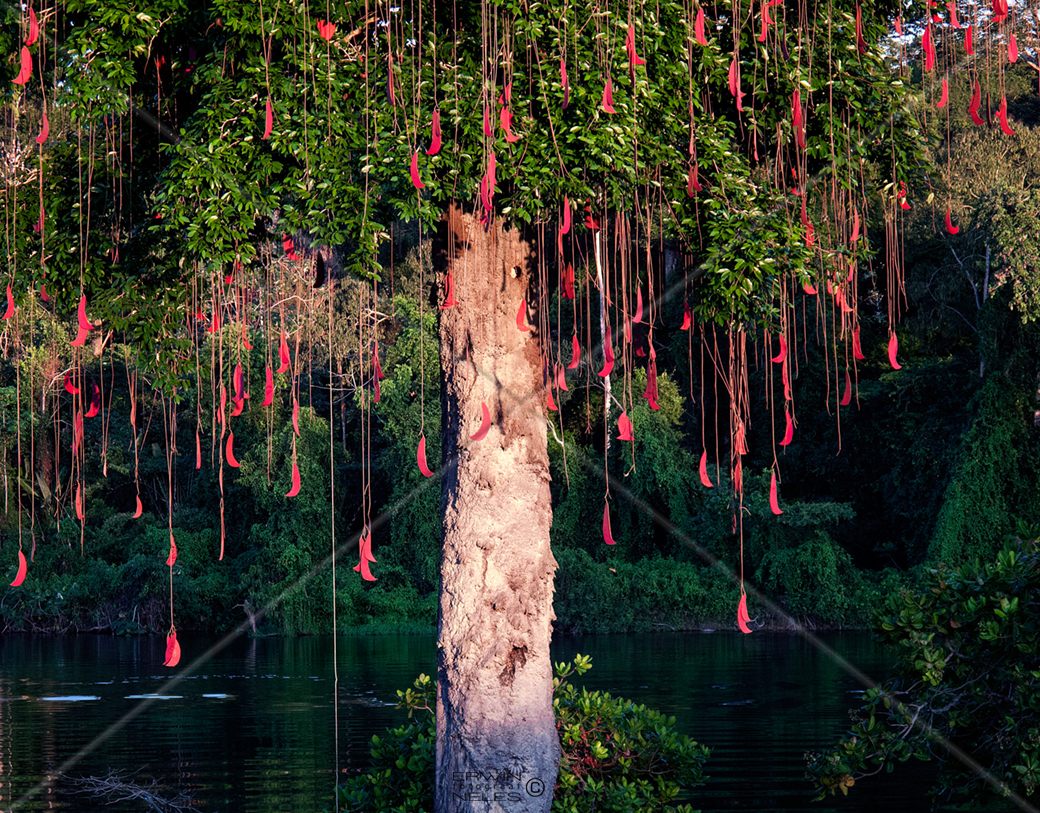
Eperua falcata

### Hoog moerasbos op laterietplateaus
Waar er lage plekken in de laterietkap gevormd zijn kunnen zich poelen vormen in de regentijd die in de droge tijd blijven bestaan. Op Nassau wordt daar vaak Symphonia globulifera en Pterocarpus officinalis aangetroffen.

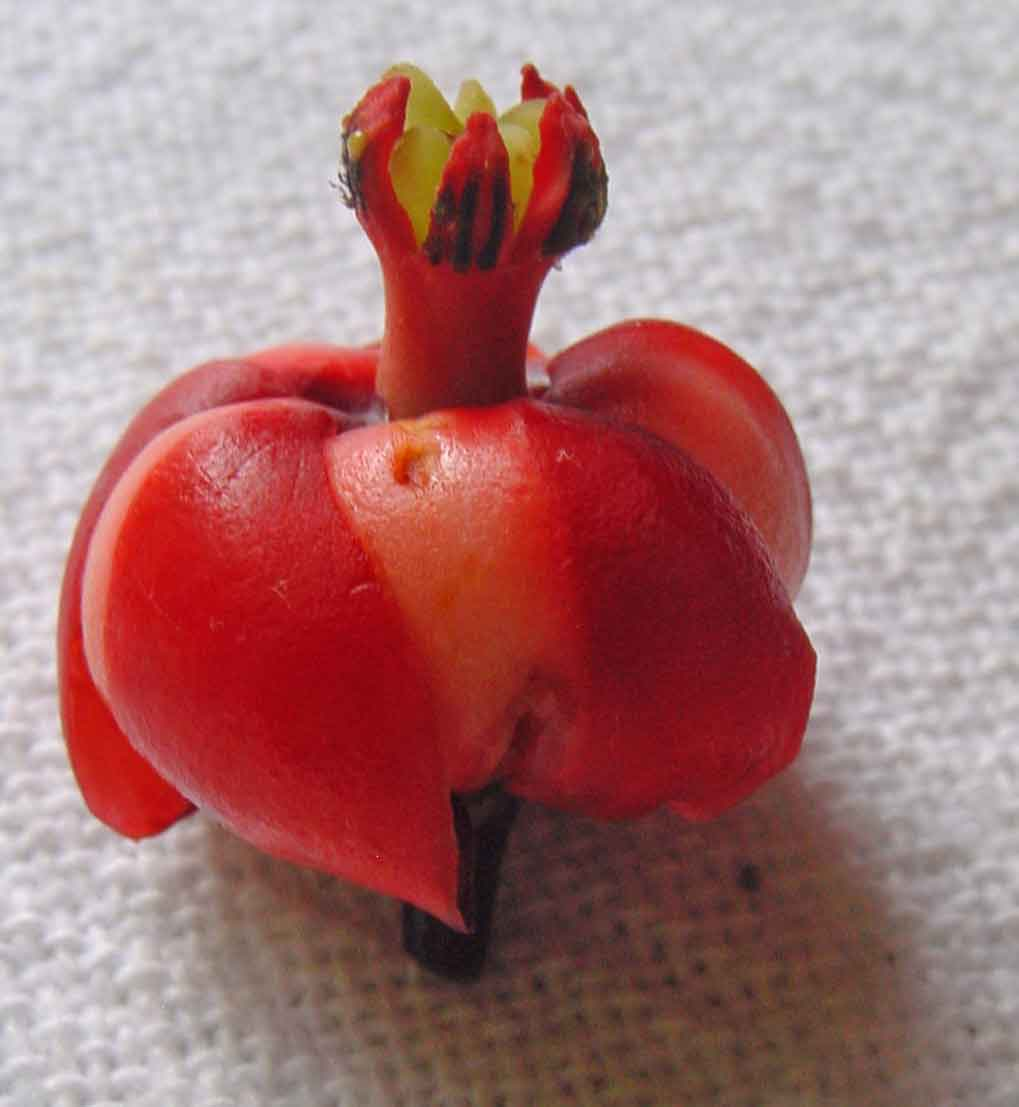
Symphonia globulifera
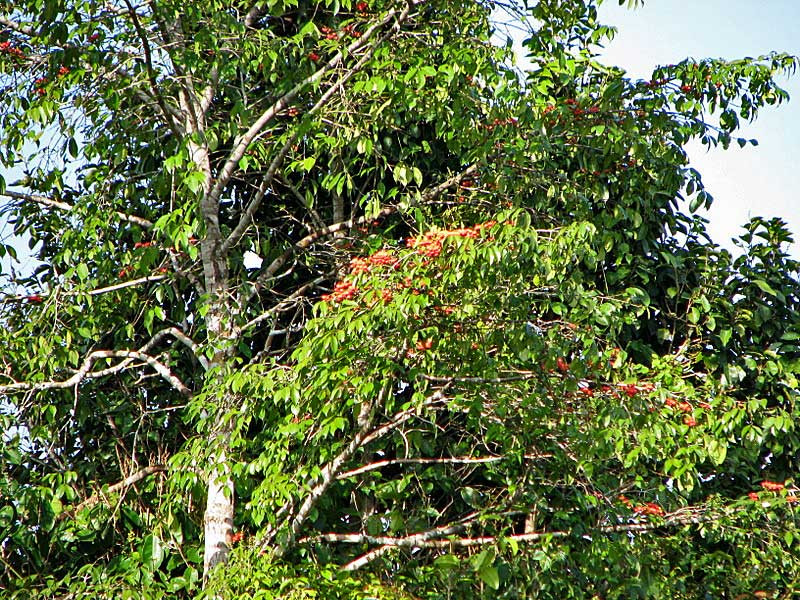
Symphonia globulifera
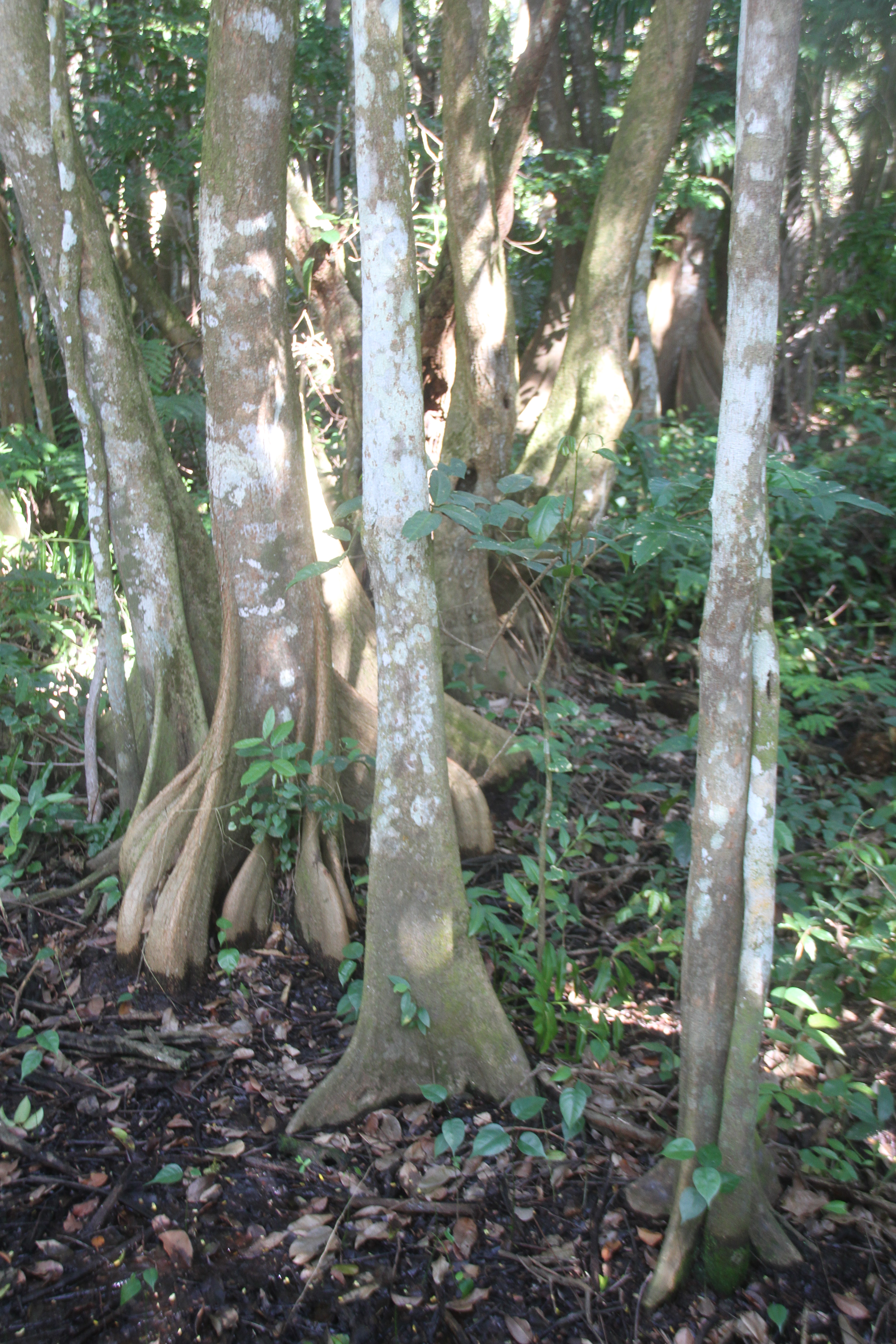
Pterocarpus officinalis
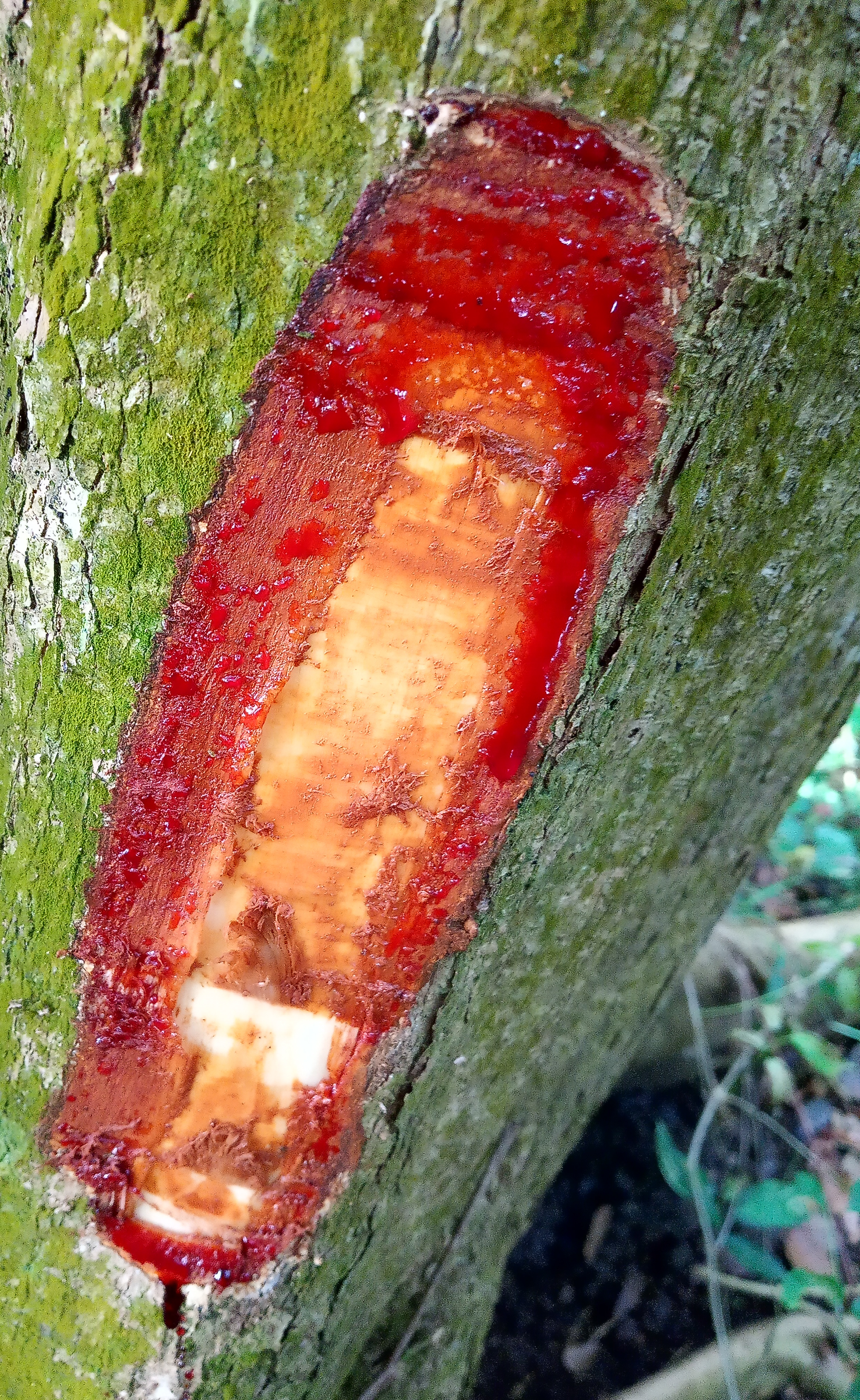
Pterocarpus officinalis

### Bergsavannebos
Dit is een xerofytenbos dat daar wordt aangetroffen waar de laterietkap dicht bij het oppervlak ligt. De grond is dan stenig en de bovenlaag is dun en wordt gedomineers door zwartig grind (ijzerstenen). Regenwater stroomt snel weg en de grond droogt snel uit. Er zijn een aantal typen van dit soort bos. 
Wat op Brownsberg en Nassau overweegt is bos tot 15-20 meter hoogte met soorten als Hevea guianensis, Micrandra brownsbergensis en soorten uit de families Myrtaceae, Nyctaginaceae, Rubiaceae en Celastraceae.
Op Lely wordt het bos niet hoger dan 5 tot 10 meter en bestaat uit soorten als Croton argyrophylloides, Micrandra brownsbergensis, Elvasia en een overvloed van Myrtaceae.

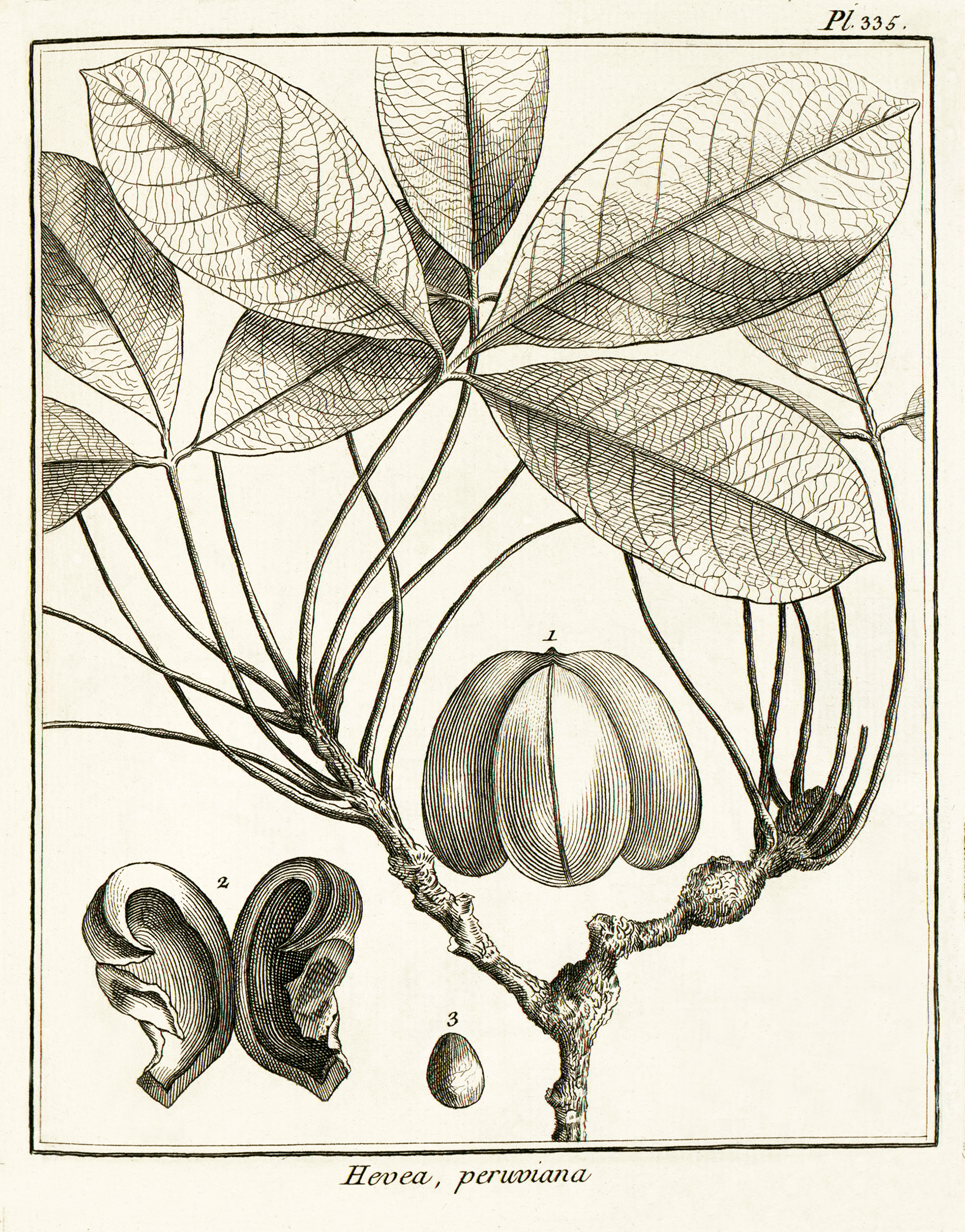
Hevea guianensis

### Bergsavanne-mosbos
Dit type komt vooral aan de randen van de plateuas voor en wordt gekenmerkt door een veelheid van mossen, orchideeën, en bromelia's. Hier komt het plateau in aanraking met de regenwolken.

### Vegetatie rond stenige kreekbeddingen
Hier groeien veel levermossen, mossen, varens en kruidachtige planten zoals Dicranopygium pygmaeum.

### Hoog drooglandbos op hellingen
De aarde is dieper op de hellingen dan op het plateau zelfs. Het bos kan hier wel 60 meter hoog worden. Bomen horen meest tot de genera Eschweilera, Couratari, Lecythis, Pouteria, Sloanea, Hymenaea, Virola en Qualea. Hier komen wel palmen voor, zoals Oenocarpus bacaba, Astrocaryum sciophilum en Astrocaryum paramaca.

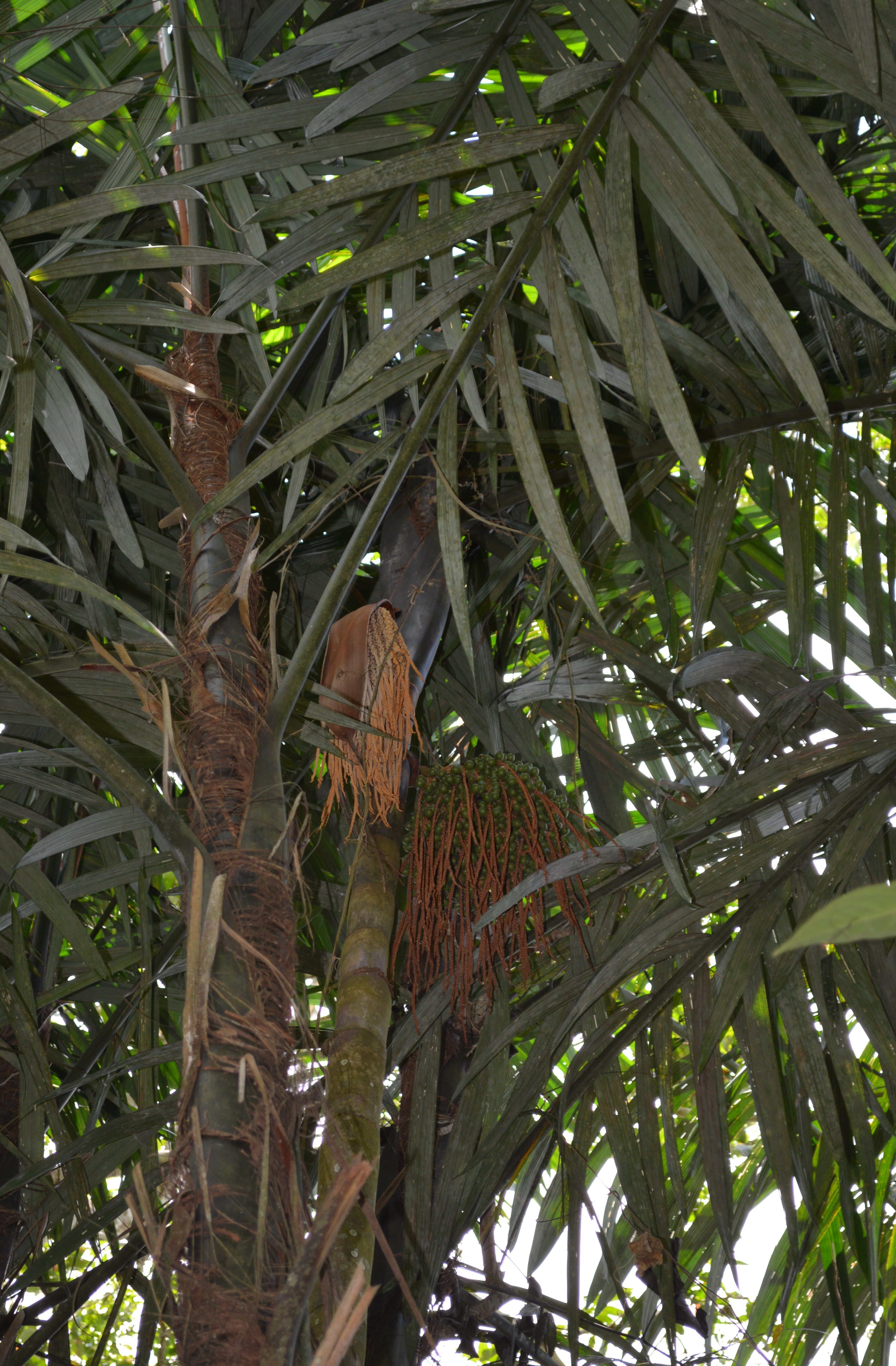
Oenocarpus bacaba
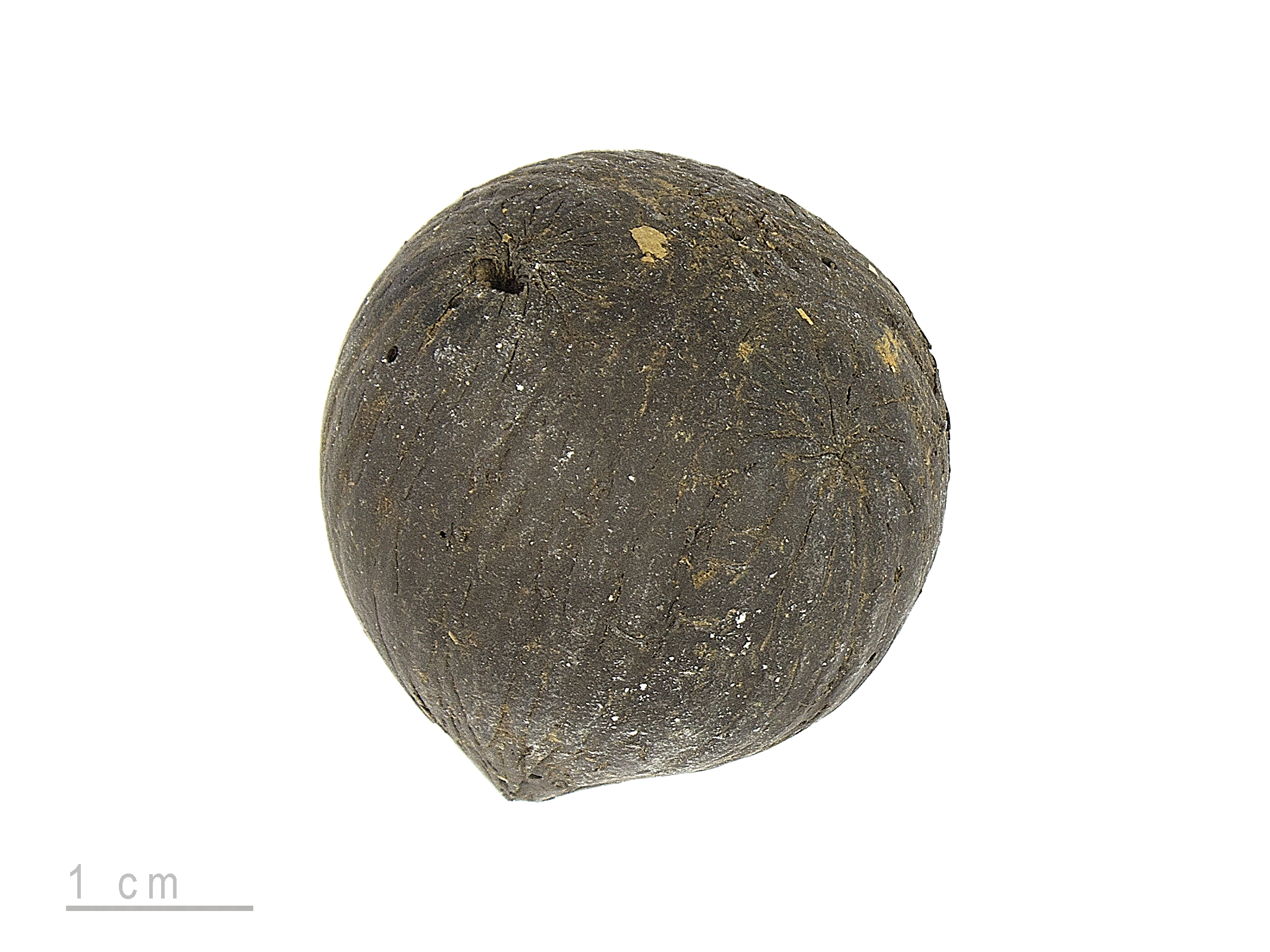
Astrocaryum sciophilum vrucht
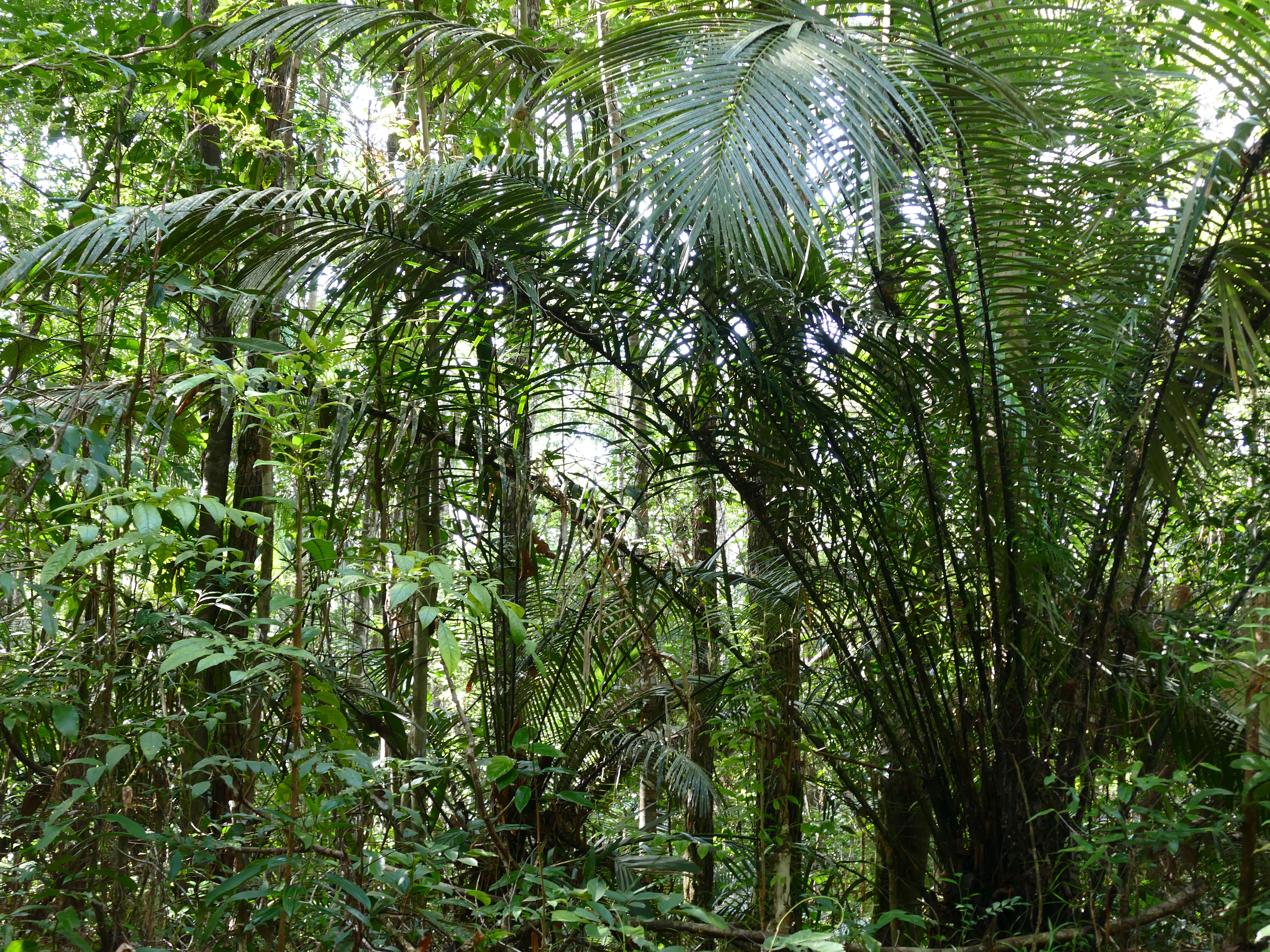
Astrocaryum paramaca
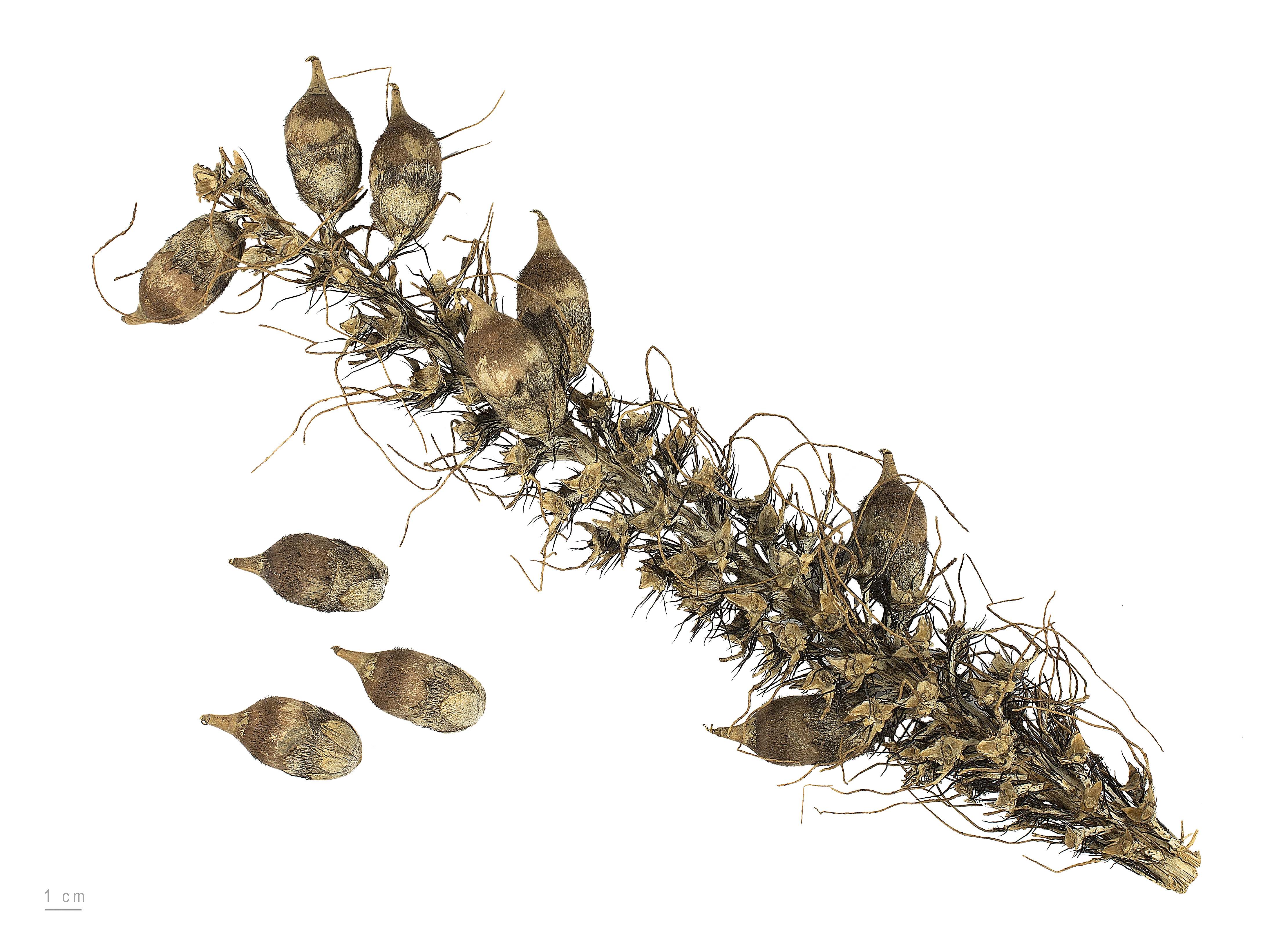
Astrocaryum paramaca

### Verstoord en secundair bos
Op plekken waar vanwege de bauxietexploratie bulldozers aan het werk geweest zijn of landingsbanen of radiotorens gebouwd zijn, wordt secundaire begroeiing aangetroffen met bomen zoals Cecropia, Croton, Inga, Pourouma, of Vismia. Hier komen ook veel lianen voor.